# Società italiana di mineralogia e petrologia
La Società italiana di mineralogia e petrologia, in acronimo SIMP,  nasce a Pavia il 12 dicembre 1940, prima con il nome di Società Mineralogica Italiana poi, dal 1970, diventa SIMP. Venne riconosciuta giuridicamente, la prima volta, con il decreto reale n. 1901.